# Chebzí
Chebzí (něm. Hollunder) je drobná vesnice (osada), která je částí obce Písečná. Nachází se 3 km jižně od Písečné, v údolí na horním toku potoka Chebzí pod stejnojmenným kopcem (549 m n. m.).

## Historie
Chebzí vzniklo na frývaldovském panství patřícím vratislavským biskupům roku 1772 parcelací panských pastvin. Jeho jméno odkazuje na hojný výskyt černého bezu.
Při zavedení obecního zřízení v roce 1850 se Chebzí stalo osadou Širokého Brodu, avšak roku 1924 přešlo k Písečné.

### Vývoj počtu obyvatel
Počet obyvatel Chebzí podle sčítání nebo jiných úředních záznamů:
| Rok            | 1869 | 1880 | 1890 | 1900 | 1910 | 1921 | 1930 | 1950 | 1961 | 1970 | 1980 | 1991 | 2001 |
| -------------- | ---- | ---- | ---- | ---- | ---- | ---- | ---- | ---- | ---- | ---- | ---- | ---- | ---- |
| Počet obyvatel | 51   | 58   | 58   | 57   | 61   | 60   | 71   | 22   | 24   | 32   | 25   | 15   | 16   |

1. ↑  všichni Němci a řím. kat.

V Chebzí je evidováno 11 adres : 7 čísel popisných (trvalé objekty) a 4 čísla evidenční (dočasné či rekreační objekty). Při sčítání lidu roku 2001 zde bylo napočteno 7 domů, z toho 6 trvale obydlených.

## Zajímavosti
- přírodní památka Chebzí, louky s výskytem řady zvláště chráněných druhů rostlin (zejména vstavačovitých)
- okolí Chebzí patří do Chráněné krajinné oblasti Jeseníky

## Fotogalerie

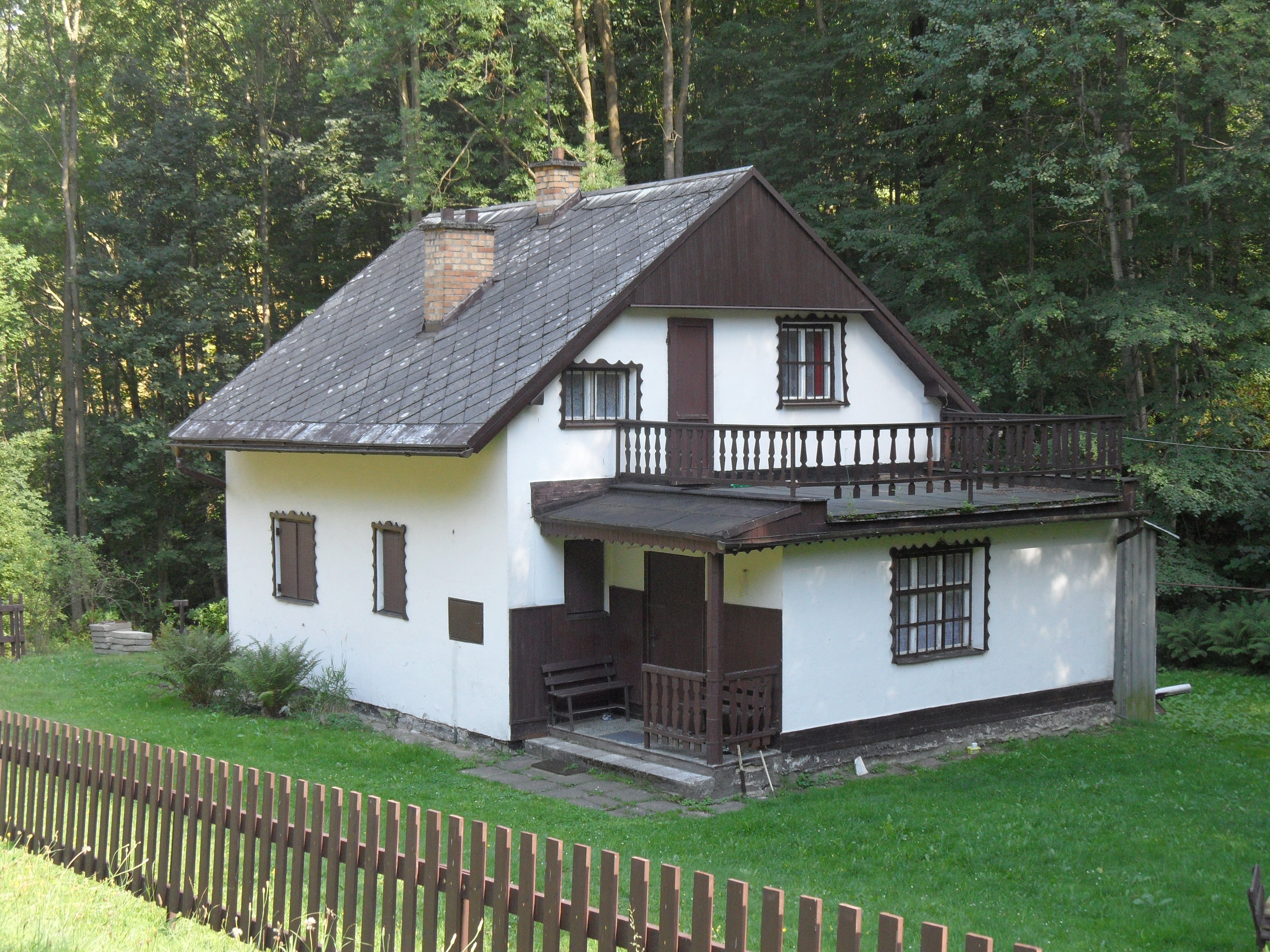
Dům s dřevěným plotem
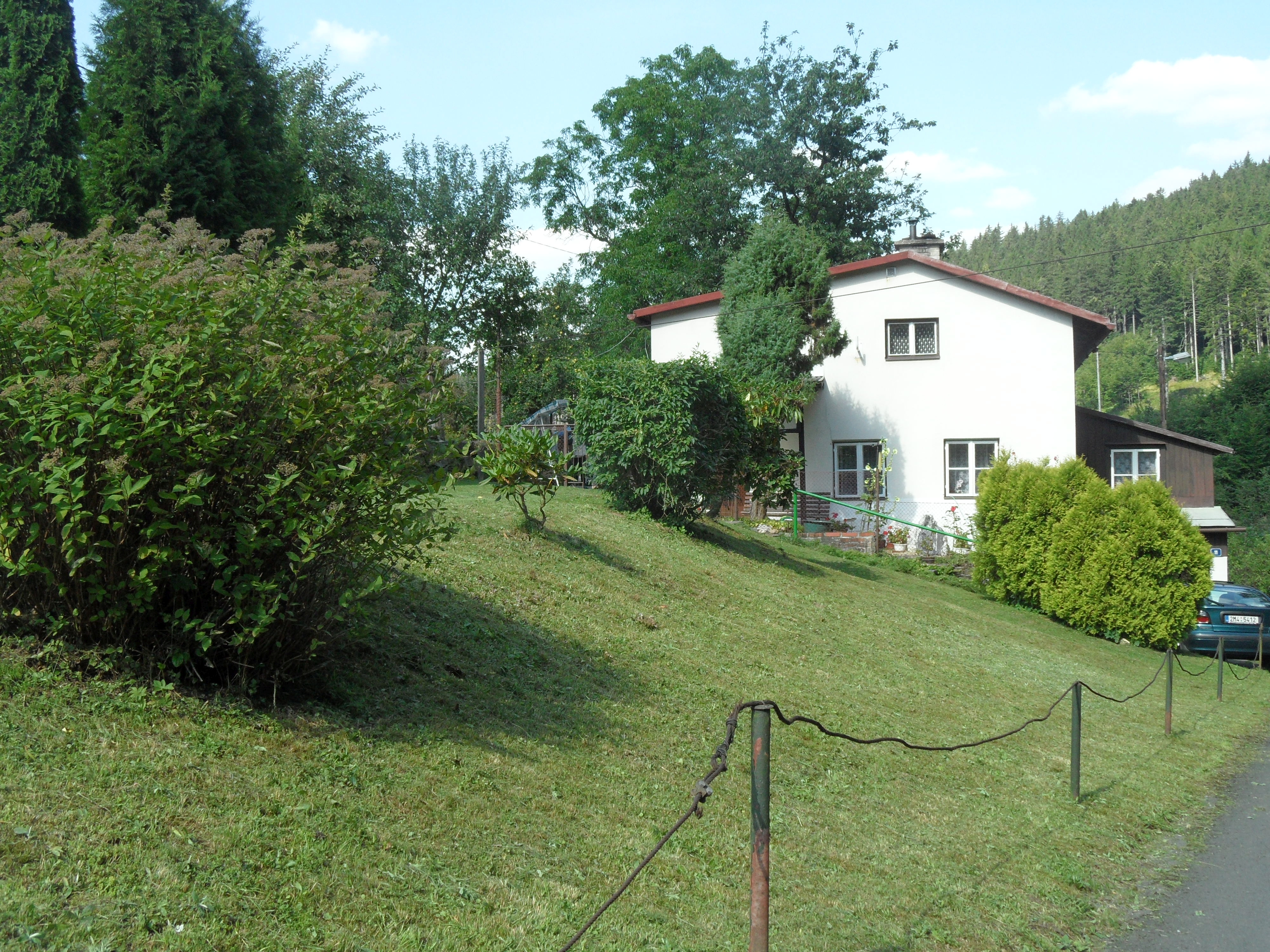
Dům ve svahu
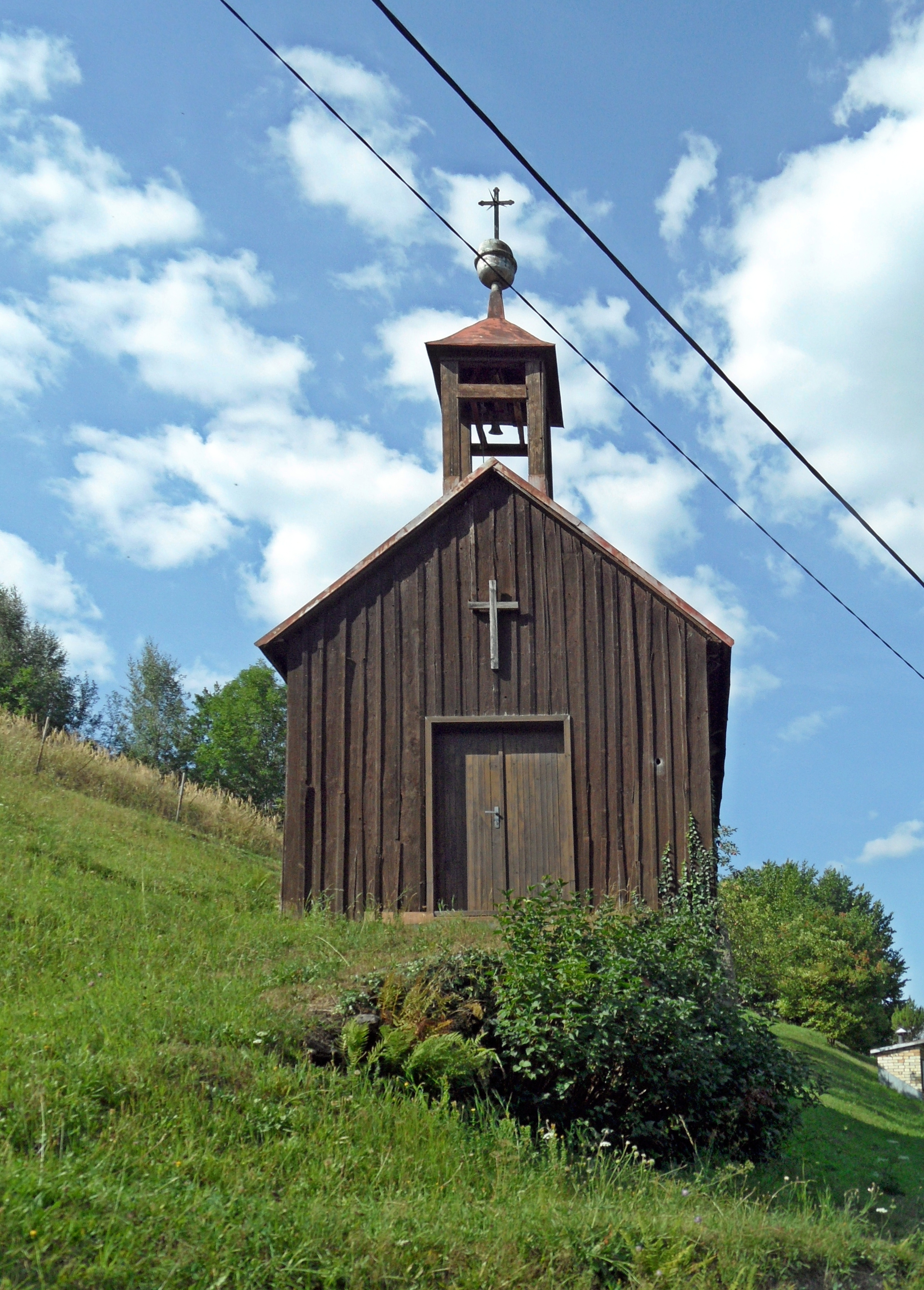
Kaplička se zvoničkou
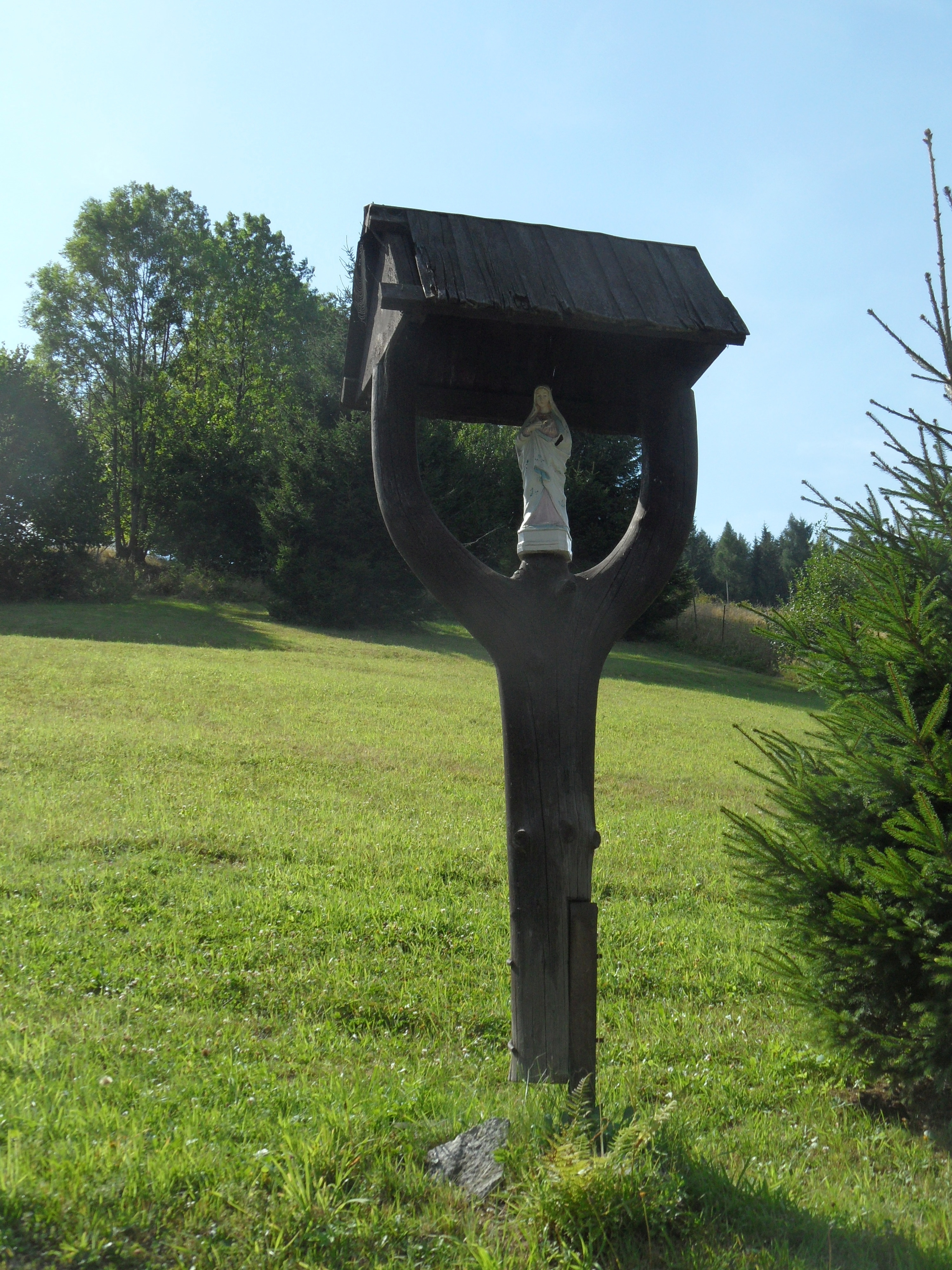
Soška
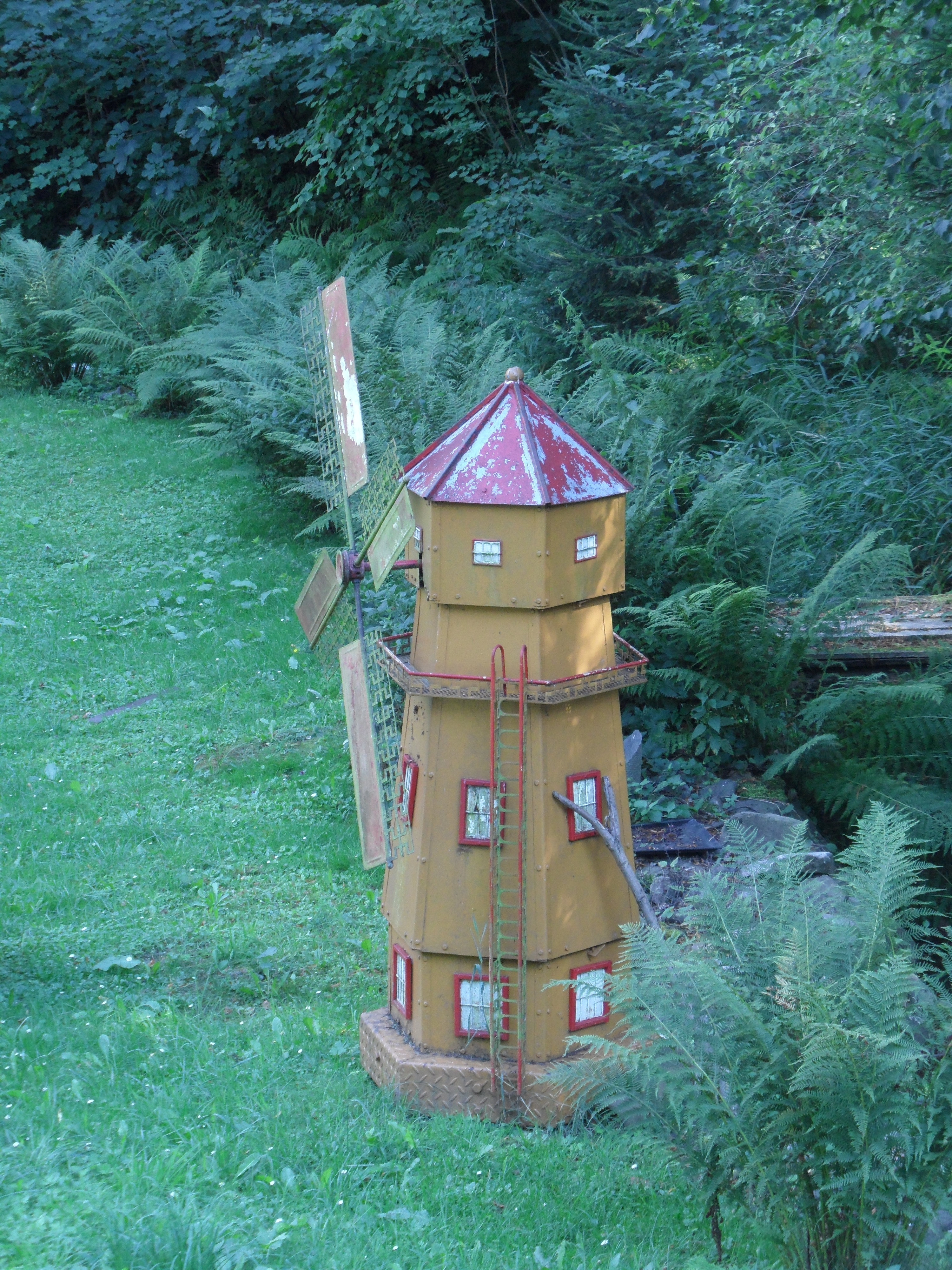
Model mlýna